# Petrila
 (octobre 2023).
Si vous disposez d'ouvrages ou d'articles de référence ou si vous connaissez des sites web de qualité traitant du thème abordé ici, merci de compléter l'article en donnant les références utiles à sa vérifiabilité et en les liant à la section « Notes et références ».
Petrila est une ville de Roumanie ayant en 2011 une population de 21 373 habitants.

## Histoire
Située dans les Alpes de Transylvanie, Petrila est un ancien campement, dont la première mention écrite apparaît en 1493 dans une lettre de donation entre Vladislav II de Hongrie et un prince roumain du nome de Mihai Cande[réf. nécessaire].
Le nom de la ville est attesté dans un document de 1733[réf. nécessaire] comme issu du latin petrinus (pietros  en roumain), qui se traduit en français par de pierre, en référence aux gisements de charbon voisins, qui seront un bien d’exportation important durant la Révolution industrielle. L’exploitation de ces ressources contribue à la croissance de Petrila grâce à l’industrie du charbon, que ce soit son extraction ou son traitement. 
Les opérations de minage commencent en 1840, mais la ville reste peu peuplée jusqu’à l’arrivée d’ouvriers moldaves délocalisés par Nicolae Ceaușescu sous le régime communiste roumain. La restructuration de l’économie à partir de 1989 conduit ensuite à une baisse de la production et d’activité pour la région.
Le 15 novembre 2008, deux explosions de méthane dans une mine de charbon provoquent la mort d’au moins 12 mineurs et secouristes. Ce n’est pas le premier incident du genre à Petrila, un précédent ayant eu lieu en 2001.

## Économie
L’extraction de minerai sur le site a commencé en 1840. Le pic de production a été atteint en 1984 avec 1 225 240 tonnes, la production a décru depuis jusqu’à 504 000 tonnes[Quand ?][réf. nécessaire].

## Population
En 2011, Petrila comptait 21 373 habitants, dont 93,97% de roumains, 4,9% de hongrois et 0,73% de roms.